# Snickarsgrund, Sastmola

Snickarsgrund (Fi:Nikkaskrunni) är en tidigare ö som genom upplandningen numera hänger samman med Malskär i Kasaböle by i kommunen Sastmola, landskapet Satakunta, Finland i den sydvästra delen av landet c. 270 km nordväst från Helsingfors. 
Inlandsklimat råder i trakten. Årsmedeltemperaturen i trakten är 3 °C. Den varmaste månaden är augusti, då medeltemperaturen är 16 °C, och den kallaste är januari, med −10 °C.